# Бірліцький сільський округ (Жарминський район)
Бірлі́цький сільський округ (каз. Бірлік ауылдық округі, рос. Бирликский сельский округ) — адміністративна одиниця у складі Жарминського району Абайської області Казахстану. Адміністративний центр та єдиний населений пункт — село Бірлік.
Населення — 811 осіб (2021; 823 у 2009, 1309 у 1999, 1666 у 1989).
Станом на 1989 рік існувала Разінська сільська рада (села Александра Невського, Амангельди, Батурінка, Вознесеновка). Села Амангельди та Каракожа були ліквідовані 2013 року.

## Склад
До складу округу входять такі населені пункти:
| Населений пункт    | Старі назви          | Населення, осіб (1989) | Населення, осіб (1999) | Населення, осіб (2009) | Населення, осіб (2021) |
| ------------------ | -------------------- | ---------------------- | ---------------------- | ---------------------- | ---------------------- |
| Бірлік, село       | Вознесеновка         | 1034                   | 1014                   | 708                    | 788                    |
| --Амангельди, село | -                    | 249                    | 152                    | 58                     | 18                     |
| --Каракожа, село   | Александра Невського | 271                    | 143                    | 57                     | 5                      |
| Іїрлі, село        | Батурінка            | 112                    | -                      | -                      | -                      |